# Philonotis mniobryoides
Philonotis mniobryoides är en bladmossart som beskrevs av Brotherus 1897. Philonotis mniobryoides ingår i släktet källmossor, och familjen Bartramiaceae. Inga underarter finns listade i Catalogue of Life.